# المرشح الفلكي
إن المرشح الفلكي أداة ملحقة في التلسكوب يستخدمها بعض علماء الفلك الهواة،كما يوجد فيها مرشح بصري لتحسين تفاصيل الأجرام السماوية (كما هو الحال مع التصوير الفوتوغرافي)، في المقابل يستخدمها الباحثون في علم الفلك في التلسكوبات من أجل فهم الفيزياء الفلكية (مثل تصنيف النجوم ووضع الجرم السماوي في منحنى (فين)) والتي تحدث للجرم في ممر موجة معينه عبر القياس الضوئي.
وتعمل معظم المرشحات الفلكية بحجب جزء معين من طيف الألوان، من اعلى وأسفل ممر الموجة مما يزيد من الإشارة إلى الضوضاء والاهتمام بتفاصيل الجرم وتباينه. بينما تنقل الفلاتر ألوانًا محددة من الطيف وعادة ما تستخدم لمراقبة الكواكب والقمر. تعمل المرشحات المستقطبه بضبط السطوع وعادة ما تستخدم للقمر، بينما تقوم المرشحات عريضة النطاق وضيقة النطاق بنقل الاطوال الموجية التي تنبعث من السديم (بواسطة ذرات الهيدروجين والاكسجين) وكثيرا ما تستخدم للحد من التلوث الضوئي.
المرشحات الشمسية
مرشحات الضوء الأبيض

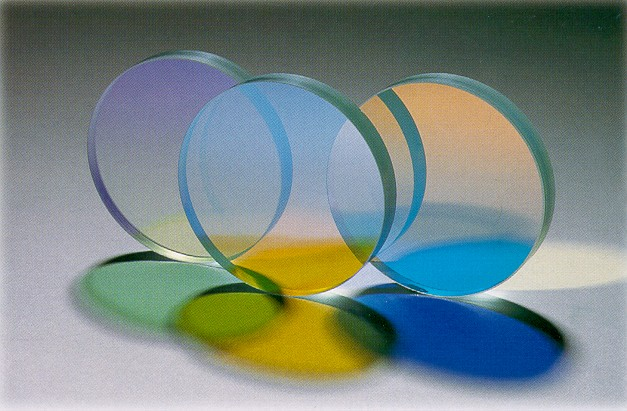
مرشحات الأشعة فوق البنفسجية المستخدمة في علم الفلك لمنع الأشعة فوق البنفسجية والتي تسبب تسخين الكاميرا عند التصوير (دون التأثير على الصورة).

تقوم المرشحات الشمسية بحجب معظم ضوء الشمس لتجنب حدوث ضرر للعينين، تصنع المرشحات عادة من زجاج متين أو البوليمر الذي ينقل فقط 0,00001٪ من الضوء. ومن أجل السلامة يجب تركيب المرشحات الشمسية بطريقة آمنه على فتحة التلسكوب العاكس حتى لا يسخن الجسم جدًا.
لا تقوم المرشحات الشمسية الصغيرة التي تكون خلف العدسات بحجب الإشعاع الذي يدخل ويسبب في ارتفاع درجة حرارة التلسكوب جدًا، ومن الممكن أن يتحطم من الصدمة الحرارية. لذلك لا ينصح الخبراء بمثل هذه المرشحات الشمسية للعين، ويرفض بعض الوكلاء بيعها أو يتم ازالتها من التلسكوب، ووفقًا لوكالة ناسا: "المرشحات الشمسية المصممة في العدسات التي غالبًا ما تكون في التلسكوبات غير مكلفة وهي غير آمنة أيضًا، حيث يمكن لهذه المرشحات الزجاجية أن تتصدع بطريقة غير متوقعه بسبب ارتفاع درجة الحرارة عندما يكون التلسكوب موجهًا إلى الشمس ويمكن أن يسبب ضرر لشبكية العين بسرعة قبل أن يحرك المراقب عينه من العدسة.
تستخدم المرشحات الشمسية لمراقبة الشمس وتصويرها بطريقة آمنه وتظهر غالبًا على شكل قرص أصفر مائل للبرتقالي، حيث يمكن للتلسكوب المزود بهذه المرشحات عرض تفاصيل الشمس بطريقة واضحة وخاصة البقع الشمسية والحبيبية على سطح الشمس وكذلك الكسوف الشمسي والكواكب السفلية مثل عطارد والزهرة عبر القرص الشمسي.
مرشحات ضيقة النطاق
يعد (هيرشل ويدج) جهاز موشور قائم مزود بمرشح محايد الكثافة يوجه معظم الحرارة والأشعة فوق البنفسجية بعيدًا عن التلسكوب مما يعطي نتائج أفضل من معظم أنواع التلسكوبات. يقوم مرشح الإتش ألفا بنقل الخط الطيفي للإتش ألفا لمشاهدة التوهجات الشمسية والبروز التي لا يمكن رؤيتها من خلال المرشحات الشائعة. ومرشحات الاتش الفا أضيق بكثير من تلك التي تستخدم للمراقبة ليلًا (انظر لمرشحات Nebularبالأسفل) حيث يتم تمرير 0,5 أنجستروم لنموذج واحد وهو 0,05 نانو متر مقارنة مع 3 نانو متر – 12 نانو متر أو أكثر للمرشحات الليلية. وبسبب تغير النطاق الضيق ودرجات الحرارة غالبًا ما تُضبط في حدود نطاق أنجستروم +/ـ 0.5.
أضافت ناسا المرشحات التالية على مرصد الطاقة الشمسية الديناميكي، واحد منها يمكن رؤيته بالعين البشرية (450.0 نانومتر)450.0 نانومتر و170.0 نانومتر و160.0 نانومتر و 33.5 نانومتر و 30.4 نانومتر و 19.3 نانومتر، و21.1 نانومتر و 17.1 نانومتر و 13.1 نانومتر و9.4 نانومتر. وقد تُختار لدرجة الحرارة بدلًا من خطوط انبعاث معين وكذلك العديد من مرشحات النطاق الضيق مثل خط اتش الفا المذكور سابقًا.
مرشحات الألوان

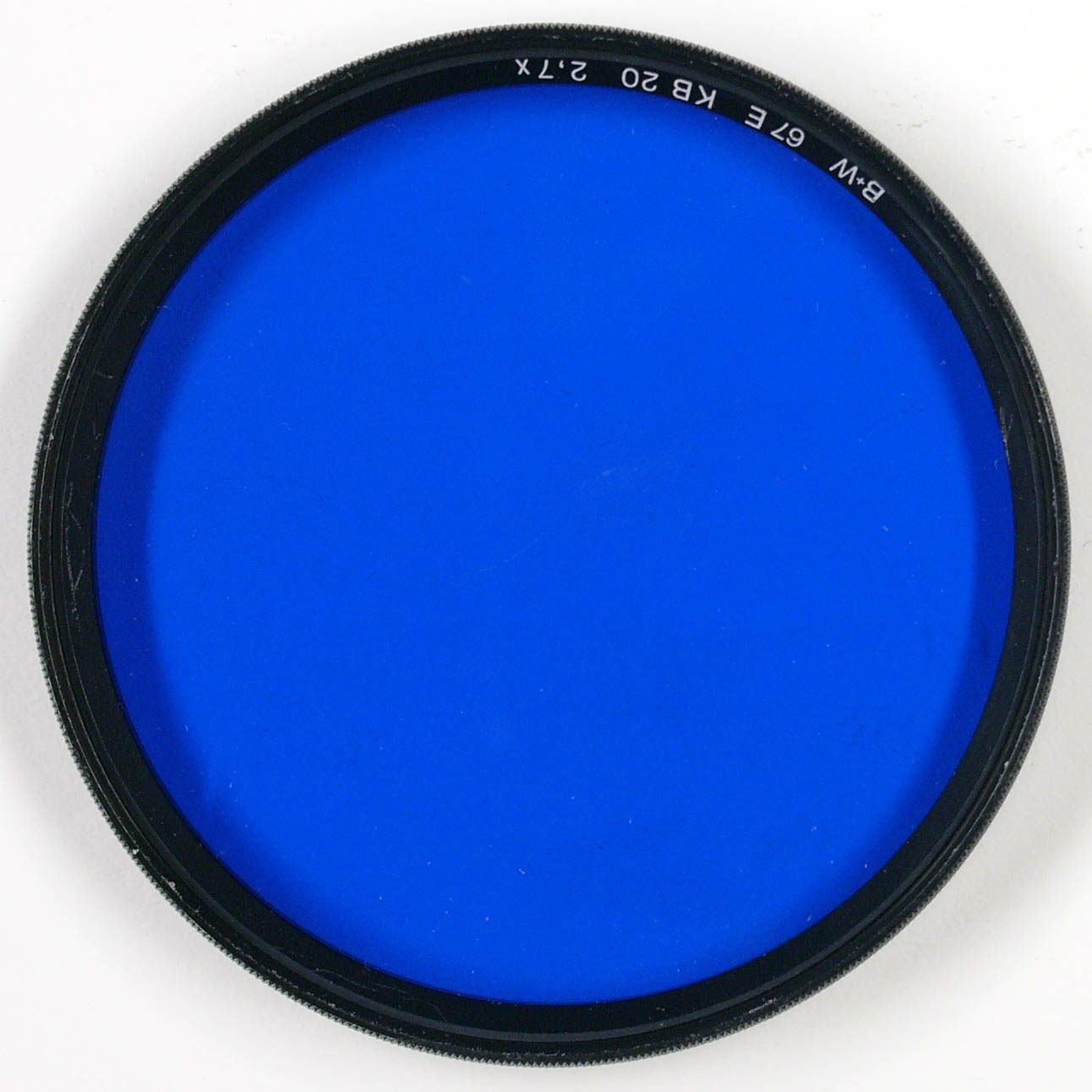
مرشح ازرق اللون.

تعمل مرشحات الألوان بطريقة امتصاص/إرسال ويمكنها تحديد أي جزء من الطيف لتعكسه وتنقله، كما يمكن للمرشحات زيادة التباين وتحسين تفاصيل القمر والكواكب. تحتوي كل ألوان الطيف المرئية على مرشح خاص وكل مرشح يستخدم ألوان لتوضيح تفاصيل معينة على سطح القمر والكواكب، على سبيل المثال يتم استخدام المرشح الأصفر لإظهار أحزمة المريخ والمشتري. نظام ريتن نظام الأرقام القياسي المستخدم للإشارة إلى أنواع مرشح الألوان حيث صُنع لأول مرة بواسطة كوداك في عام 1909.
المرشحات المتخصصة ملونة أيضًا، ولكن وضع مراكزها في ممر الموجة حول نقاط وسط أخرى (مثل نظامي UBVRI  و Cousins).
بعض مرشحات الألوان الشائعة واستخداماتها:
مرشحات الزيغ اللوني: تستخدم للحد من هالة الأرجواني التي تنجم عن انحراف لوني في التلسكوبات، وتحجب هذه الهالة ميزات الأجسام الساطعة خصوصًا القمر والكواكب، وهذه المرشحات ليس لها أي تأثير على الأجسام الخافتة.
الأحمر: يقلل من سطوع السماء خاصة أثناء عمليات رصد ضوء النهار والشفق وايضاح المناطق الجليدية والقطبية في المريخ. كما يحسن تباين السحب الزرقاء على خلفية كوكب المشتري وزحل.
الأصفر الغامق:يحسن دقة الملامح الجوية لكل من كوكب الزهرة والمشتري وزحل (خاصة في المناطق القطبية)، يزيد أيضًا من التباين بين الغطاء القطبي والسحب والثلوج والعواصف الترابية في المريخ ويعزز ذيول المذنبات.
الأخضر الداكن: يحسن رسم السحب على كوكب الزهرة، ويقلل من سطوع السماء أثناء مراقبة ضوء النهار من الزهرة. كما يزيد تباين الجليد والغطاء القطبي على المريخ، ويحسن من رؤية البقعة الحمراء العظيمة على كوكب المشتري وميزات أخرى في جو كوكب المشتري. كما يبين السحب البيضاء والمناطق القطبية في زحل.
الأزرق المتوسط: يبين ميزات سطح وغيوم وثلوج والعواصف الترابية في المريخ، كما يبين تعريف الحدود بين الخصائص في أجواء كوكب المشتري وزحل ويبين ذيول المذنب الغازي.
مرشحات القمر:
مرشحات الكثافة المحايدة المعروفة أيضًا في علم الفلك باسم مرشحات القمر، وهي طريقة أخرى لتعزيز التباين وتليل الوهج وهي تعمل ببساطة بحجب بعض الضوء لتعزيز التباين. تستخدم هذه المرشحات من الأساس  في التصوير الفوتوغرافي التقليدي وتستخدم في علم الفلك لتعزيز عمليات رصد القمر والكواكب.
المرشحات المستقطبة:
تقوم المرشحات المستقطبة بضبط سطوع الصور على مستوى أفضل للمراقبة، لكن أقل بكثير من المرشحات الشمسية. ومع هذا النوع من المرشحات يتراوح نطاق النقل من 3٪ إلى 40٪ وهي عادة ما تستخدم لرصد القمر، وقد تستخدم أيضًا لرصد الكواكب. وتتكون من طبقتين استقطبيتين في خلية الومنيوم دوارة ويتغير مقدار المرشح عن طريق تدويرها. يمكن ان يساعد هذا الانخفاض في السطوع على تحسين التباين لكشف تفاصيل سطح القمر، خاصة عندما يكون كامل. يجب عدم استخدام المرشحات المستقطبة بدلًا من المرشحات الشمسية خصوصًا لمراقبة الشمس.
المرشحات العينية:
ضيقة النطاق:

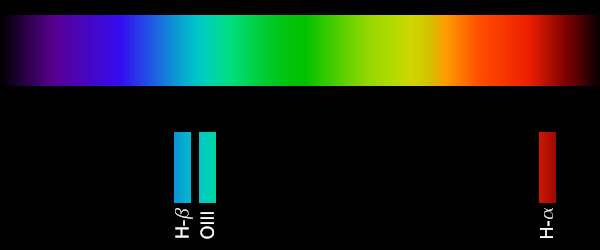
الخطوط الطيفية الرئيسية الثلاثة التي تنقلها المرشحات ضيقة النطاق.

مرشحات النطاق الضيق هي مرشحات فلكية تنقل فقط نطاق ضيق من الخطوط الطيفية من الطيف (عادة 22 نانومتر أو أقل) وهي تستخدم أساسًا لمراقبة السدم، وتشع سدم الانبعاث الاكسجين المتأين في الطيف المرئي والذي ينبعث من حوالي 500 نانومتر، تشع هذه السدم بأقل ايضًا عند 486 نانومتر وهو خط الهيدروجين بيتا.
هناك نوعًا رئيسيان من المرشحات ضيقة النطاق: التباين الفائق ومرشحات خط الانبعاثات المحددة.
مرشحات خط الانبعاثات المحددة:
تستخدم مرشحات خط الانبعاثات لعزل خطوط أو عناصر أو جزيئات محددة للسماح بالقدرة على رؤية التوزيع داخل السديم، وهذه الطريقة شائعة لإنتاج صور ملونة زائفة. غالبًا ما تستخدم المرشحات الشائعة لتلسكوب هابل الفضائي الذي يشكل ما يسمى باليت HSTمع تعيين ألوان على هذا النحو: الأحمر S-II   والأخضر H-alphaوالأزرقO-III   وعادة ما تُحدد هذه المرشحات بالنانومتر وهو ما يشير إلى مدى مرور النطاق، مما قد يؤدي إلى استبعاد أو تضمين خطوط أخرى على سبيل المثال، H-alpha  عند 656 وقد تلتقط N-II (658\654) بعض المرشحات قد تحجب معظم N-II  إذا كانت بعرض 3 نانومتر.
المرشحات شائعة الاستخدام هي:
```
H-Alpha Hα\Ha (656 نانومتر) وهي من 
سلسلة بلامير
 وتنبعث من بواسطة 
HII
   وهي واحدة من أقوى المصادر.
```

```
H-Beta Hb\Hb (486 نانومتر) من سلسلة بلامير  وهي المرئية من مصادر اقوى.
```

```
تسمح فلاتر لكلا خطي 
الأكسجين
 بالمرور وهذا أقوى في العديد من انبعاثات السدم.III O-II )496 نانومتر و501 نانومتر)
```

```
تظهر مرشحات. S-II )672 نانومتر) خط الكبريت
```

المرشحات الأقل شيوعًا:
H-II: (468 نانومتر )
He-I : (587 نانومتر)
O-I: (630 نانومتر)
للمراقبة الشمسية وتظهر الشمس بخطوط كي وإتش. CA-II Ca-K\Ca-H: )393 و 396نانومتر)
H-Alphaغالبا ما يتم تضمينها في مرشحات N-II: )658 نانومتر و 654 نانومتر
الميثان (889 نانومتر) يسمح برؤية السحب في الكواكب العملاقة والزهرة (مع مرشح) والشمس.
مرشحات التباين العالي:
تتكون هذه المرشحات المعروفة بأسم مرشحات (UHC) من أشياء تسمح بمرور عدة خطوط منبعثة شائعة وقوية والتي لها أيضًا تأثير مرشحات تقليل تلوث الضوء المشابهة في حجب معظم الضوء.
تتراوح مرشحات (UHC) من 484 إلى 506 نانومتر. حيث ينقل كلا من خطوط (O-III) الطيفية و (H-beta) ويمنع جزء كبير من تلوث الضوء ويجلب تفاصيل السدم الكوكبي معظم الانبعاثات تحت سماء مظلمة.
عريضة النطاق:
تعتبر المرشحات عريضة النطاق أو التي تحد من تلوث الضوء (LPR) مرشحات تمنع تلوث الضوء في السماء وتنقل الخطوط الطيفية (H-alpha)و(H-beta)و (O III) مما يجعل مراقبة السدم من المدينة مع تلوثها الضوئي ممكنًا. هذه المرشحات تحجب ضوء بخار الصوديوم وعطارد كما تحجب الأفق الطبيعي مثل ضوء الشفق، وتختلف مرشحات النطاق العريض عن النطاق الضيق بنطاق إرسال أطول بالموجة. إضاءة (LED) نطاق ترددي عريض لذلك لا يتم حجبه على الرغم من أن (LEDs) الأبيض لديه من تلقاء نفسه ناتج أقل بكثير حوالي 480 نانومتر وهو قريب من طول (O III) و (H-beta). تتمتع مرشحات النطاق العريض بنطاق أوسع لأن النطاق الضيق يسبب صورة خافتة للأجرام السماوية وبما أن عمل هذه المرشحات يكشف تفاصيل السدم من السماء الملوثة ضوئيًا، فهو يحتوي على نقل أوسع لمزيد من السطوع. صُممت هذه المرشحات بطريقة خاصه لمراقبة السدم وهي غير مفيدة مع أجسام السماء العميقة الأخرى، لكن يمكن أن يحسن التباين بين (DSOs) وخلفية السماء مما قد يوضح الصورة.